# Calvaire et tympan de Coët-Bugat
Le calvaire et le tympan de Coët-Bugat, sont situés au lieu-dit "Coët-Bugat" sur la commune de Guégon dans le Morbihan.

## Historique
Le calvaire fait l’objet d’une inscription au titre des monuments historiques depuis le 13 avril 1933.
Le tympan de Coët-Bugat dressé sur le mur d'enclos fait l’objet d’une inscription au titre des monuments historiques depuis le 29 mars 1935.

## Architecture
Le fût de la croix est polygonal.